# 慈眼寺 (足立区千住)
慈眼寺（じげんじ）は、日本の東京都足立区にある新義真言宗の寺院。

## 概要
1314年（正和3年）、行覚によって開山された。江戸幕府3代将軍徳川家光より、空海作の観音菩薩像を賜り、寺紋に「立ち葵」を用いることが認められた。当寺の本尊となっていた、この観音菩薩像は東京大空襲で焼失してしまった。現在の本尊の観音菩薩像は、戦後に新たに製作されたものである。

## 境内
- 薬師堂

中に薬師如来が祀られている。戦前までこの薬師の縁日は大盛況で、森鷗外の妹の小金井喜美子は『鴎外の思ひ出』の中で、その賑わいを描写している。
- 山門

この寺で戦災から免れた唯一の建物である。
- 豊川稲荷社

## 交通アクセス
- 北千住駅より徒歩8分。